# Duale simpliziale Menge
Die duale simpliziale Menge (englisch opposite simplicial set, notiert mit op) ist im mathematischen Teilgebiet der Höheren Kategorientheorie eine Konstruktion für simpliziale Mengen, welche unter dem Nerv genau der dualen Kategorie entspricht. Dadurch verallgemeinert dieses das Konzept der Inversion von Morphismen von 1-Kategorien auf ∞-Kategorien. Die duale Kategorie definiert eine Involution auf der Kategorie der simplizialen Mengen.

## Definition
Auf der Simplexkategorie {\displaystyle \Delta } gibt es einen Automorphismus {\displaystyle \rho \colon \Delta \rightarrow \Delta }, welcher für einen Morphismus {\displaystyle f\colon [m]\rightarrow [n]} gegeben ist durch {\displaystyle \rho (f)(i):=n-f(m-i)}. Dieser erfüllt {\displaystyle \rho ^{2}=\operatorname {Id} } und ist zudem der einzige nichttriviale Automoprhimus auf der Simplexkategorie {\displaystyle \Delta }. Durch Vorkomposition ergibt sich ein Funktor {\displaystyle \rho ^{*}\colon \mathbf {sSet} \rightarrow \mathbf {sSet} } auf der Kategorie der simplizialen Mengen {\displaystyle \mathbf {sSet} =\mathbf {Fun} (\Delta ,\mathbf {sSet} )}. Für  eine simpliziale Menge {\displaystyle X} ist dann die simpliziale Menge {\displaystyle X^{\mathrm {op} }=\rho ^{*}(X)} ihre duale simpliziale Menge.

## Eigenschaften
- Für eine simpliziale Menge {\displaystyle X} gilt:
{\displaystyle (X^{\mathrm {op} })^{\mathrm {op} }\cong X.}
- Für simpliziale Mengen {\displaystyle X} und {\displaystyle Y}  bilden die Morphismen zwischen ihnen wieder eine simpliziale Menge mit:
{\displaystyle {\underline {\mathbf {sSet} }}(X,Y)^{\mathrm {op} }={\underline {\mathbf {sSet} }}(Y^{\mathrm {op} },X^{\mathrm {op} }).}
- Für eine Kategorie gilt:[3]
{\displaystyle N({\mathcal {C}}^{\mathrm {op} })=(N{\mathcal {C}})^{\mathrm {op} }.}

- Eine simpliziale Menge {\displaystyle X} ist genau dann eine ∞-Kategorie, wenn die duale simpliziale Menge {\displaystyle X^{\mathrm {op} }} eine ∞-Kategorie ist.[1]
- Eine simpliziale Menge {\displaystyle X} ist genau dann ein Kan-Komplex, wenn die duale simpliziale Menge {\displaystyle X^{\mathrm {op} }} ein Kan-Komplex ist.